# Svärmorslucka

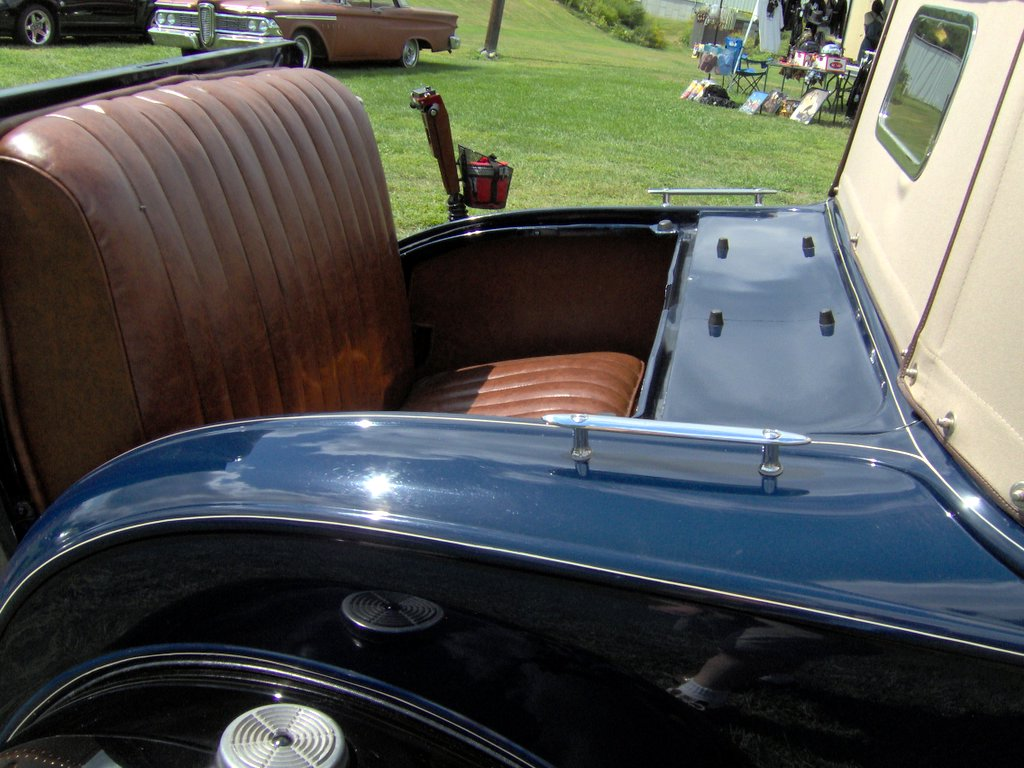
1931 års Ford Model A sport roadster med svärmorslucka.

Svärmorslucka, skämtsam benämning på en bagagelucka (på en bil) med gångjärnen bakåt och stoppning på insidan. Bagageutrymmet kan även användas som extrasäte. Namnet kommer av att komforten i extrasätet är så dålig att den enda som man kan tänka sig skjutsa där är svärmor. Knattarnas sittplats i Kalle Ankas Skruttomobil är en svärmorslucka.
Tillverkningen upphörde under 1940-talet i USA. Den sista bil som byggdes med svärmorslucka var Triumph Roadster som lanserades  1946.